# The Needle and the Damage Done
The Needle and the Damage Done är en låt av den kanadensiske rockmusikern Neil Young, först utgiven på albumet Harvest 1972. Till skillnad från resten av albumet var "The Needle and the Damage Done" inspelad live. 

Låten handlar om heroinmissbruk (opioidberoende), och mer specifikt om Youngs vän och Crazy Horse-gitarristen Danny Whittens allt djupare missbruk av drogen. Whitten dog av en överdos senare samma år.
| ” | I hit the city and I lost my band. I watched the needle take another man. Gone, gone, the damage done. | „ |

Låten finns även bland annat med på samlingsalbumen Decade (1977) och Greatest Hits (2004) och i alternativa versioner på livealbumen Live Rust (1979), Unplugged (1993) och Live at Massey Hall (2007). Coverversioner har gjorts av bland andra Green River, Duran Duran och The Pretenders.